# Église Saint-Étienne de Séville
L'église Saint-Étienne (espagnol : iglesia de San Esteban) est un édifice religieux catholique situé dans le quartier historique de la ville de Séville, en Espagne. Il date du XIVe siècle et est de style gothique-mudéjar.
Ce temple a été élevé sur ce qui était une ancienne mosquée. Elle présente trois nefs avec abside, deux couvertures ogivales en pierre du XVe siècle et une tour du XVIIIe siècle avec campanile.
Elle a dû être reconstruite après les dommages causés par le tremblement de terre de Lisbonne de 1755. A l'intérieur on trouve des retables, icônes et objets de grande valeur, autant artistique qu'historique et culturel, attribués à des artistes importants tels Miguel Polanco et Zurbarán.

## Galerie

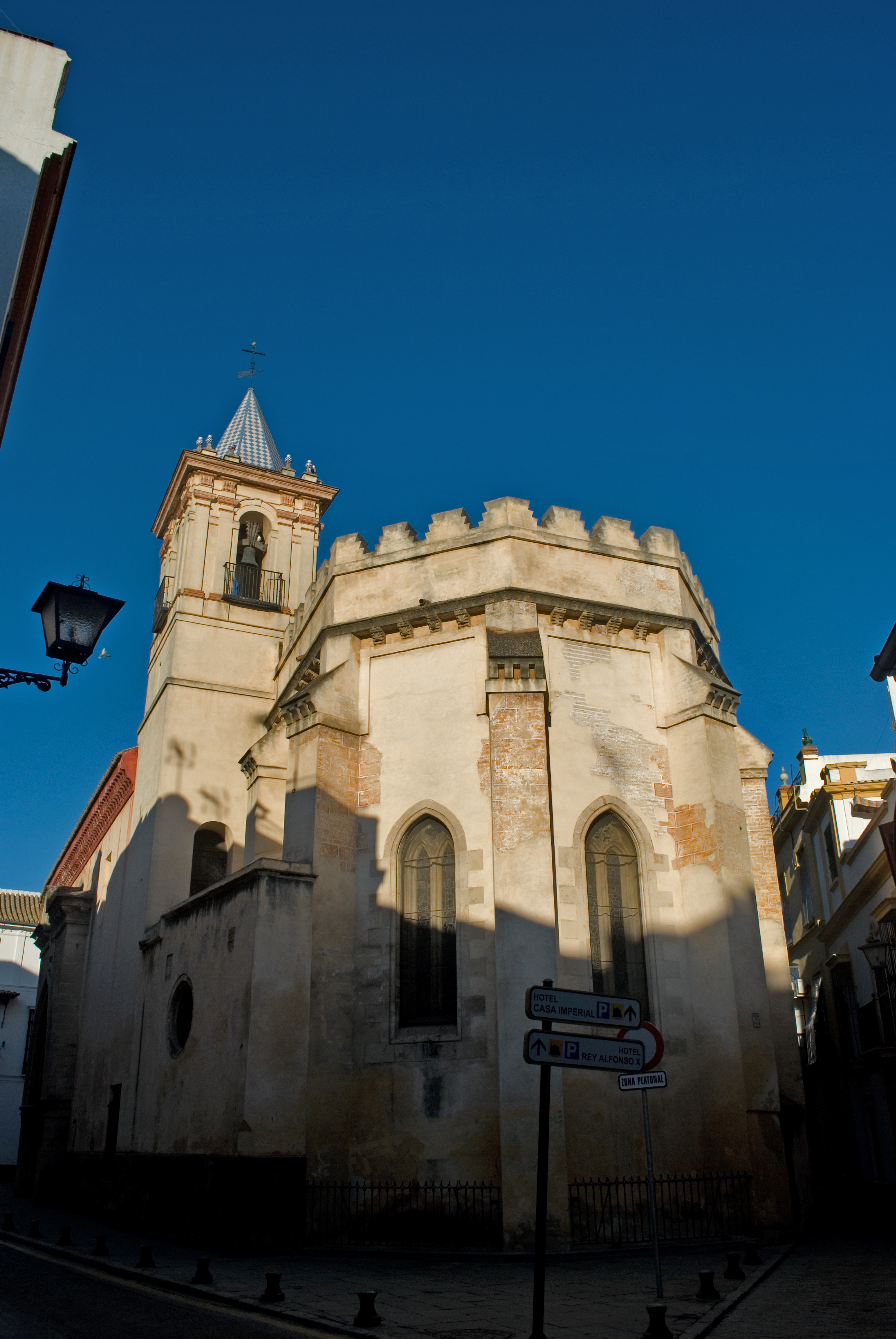
Abside polygonale
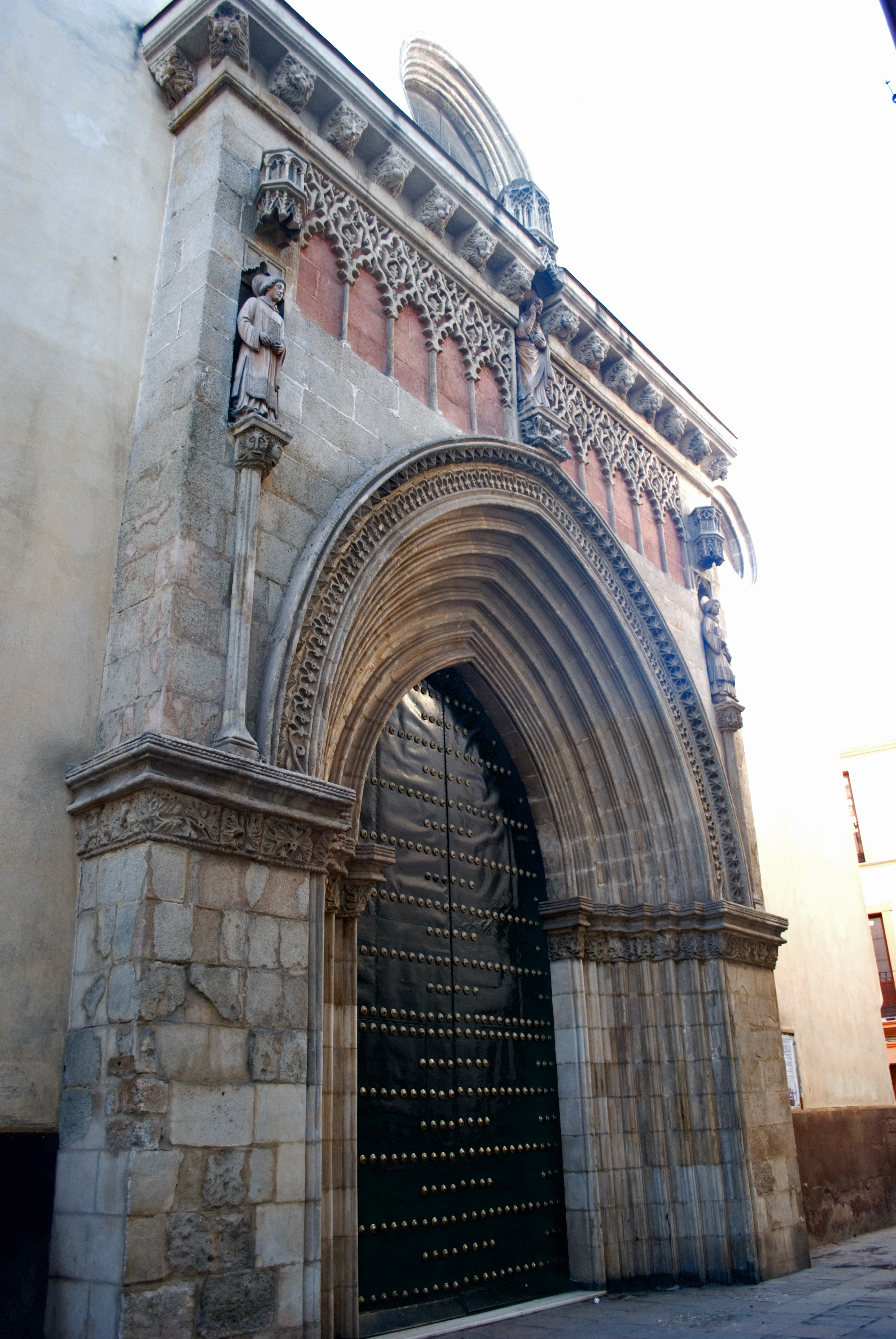
Portail
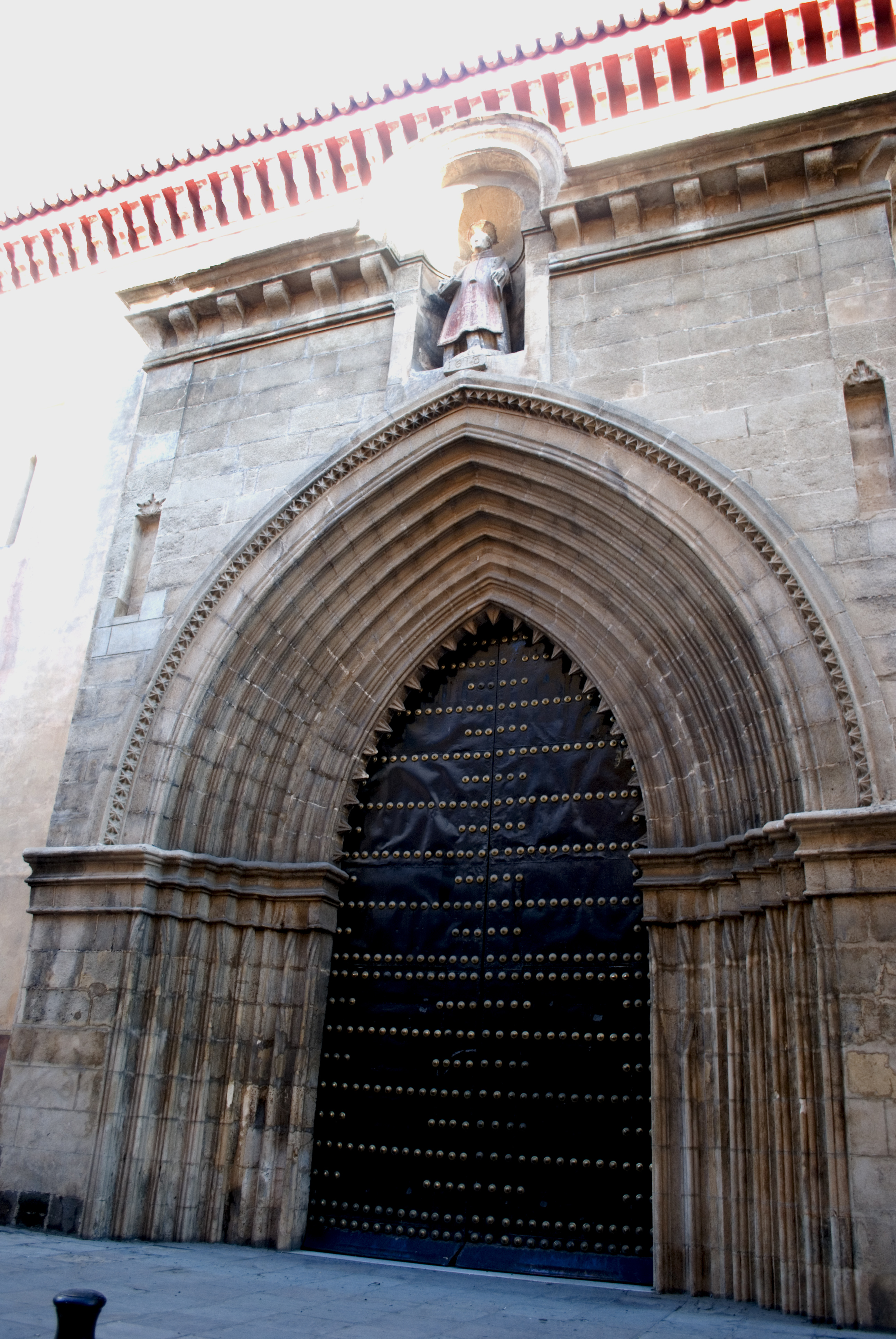
Portail latéral
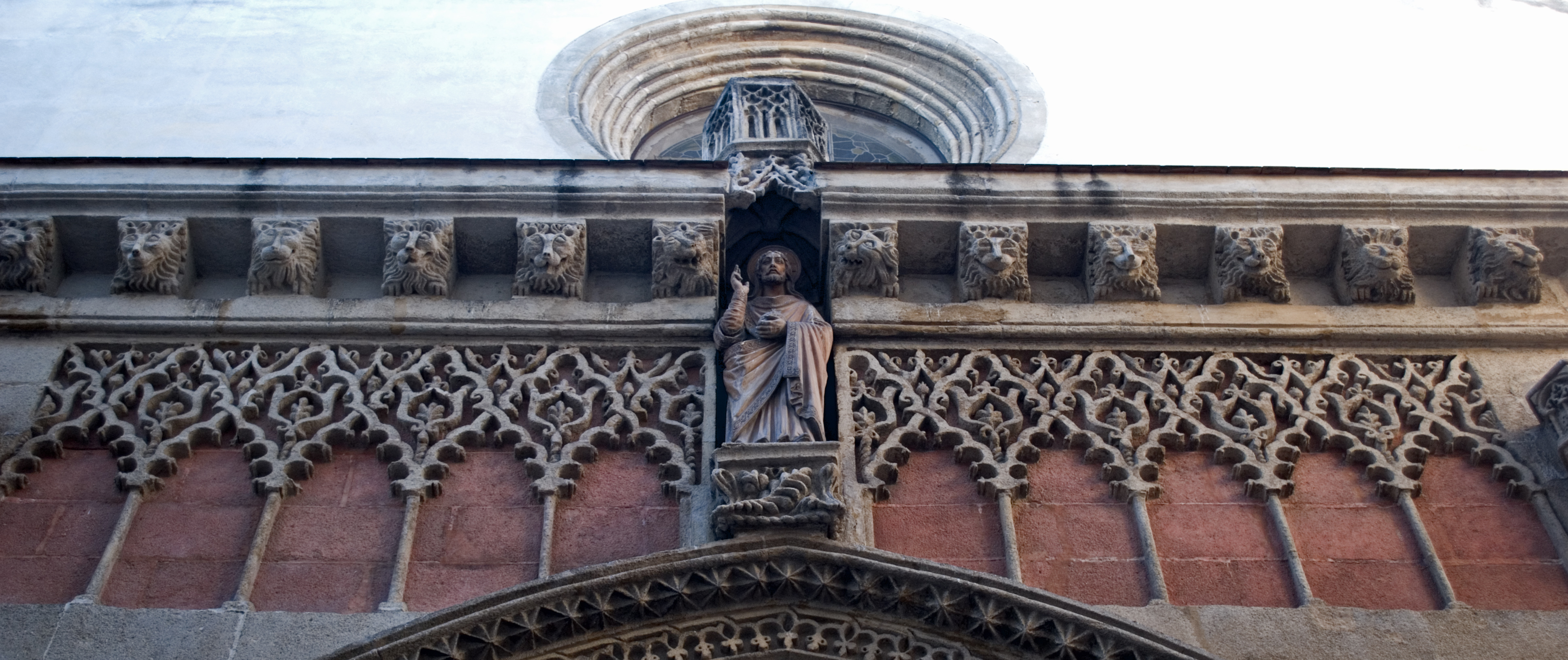
Détail de la couverture placée aux pieds de la nef
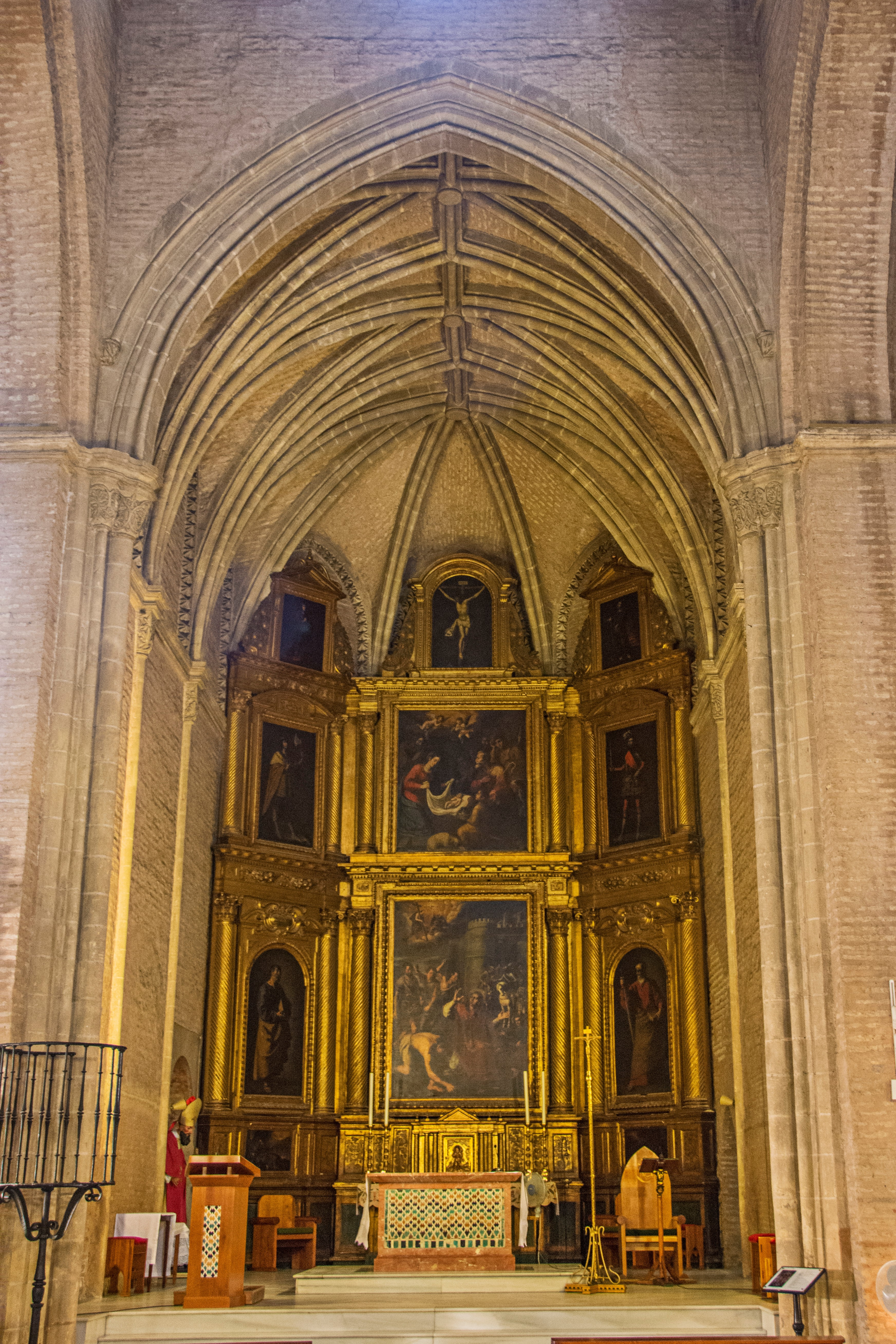
Retable majeur de l'église, commencé en 1629, contient des peintures de Francisco de Zurbarán et des frères Polanco.
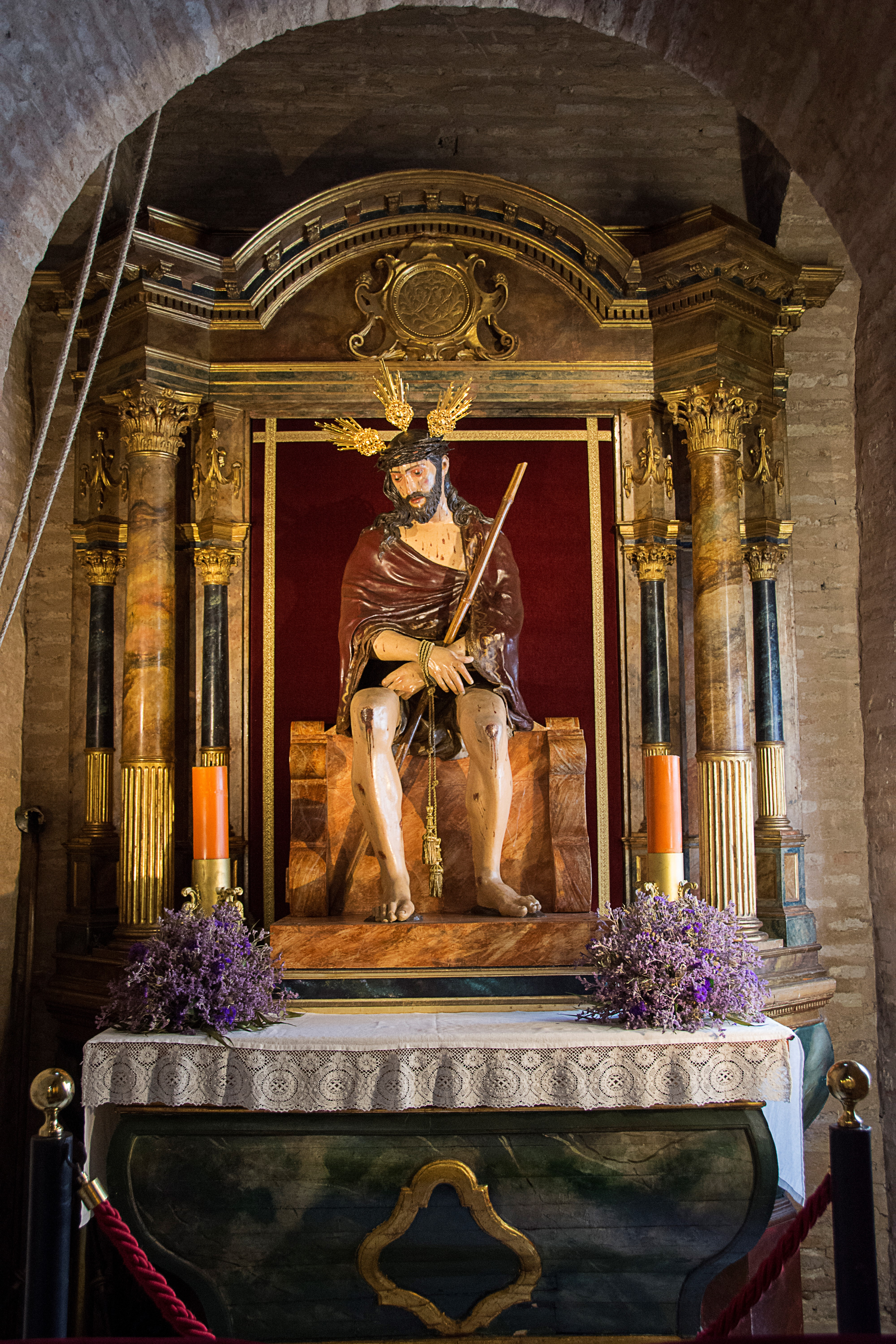
Christ De la Santé et du Bon Voyage.

- (es) Cet article est partiellement ou en totalité issu de l’article de Wikipédia en espagnol intitulé « Iglesia de San Esteban (Sevilla) » (voir la liste des auteurs).